# العلاقات المالاوية المصرية
العلاقات المالاوية المصرية هي العلاقات الثنائية التي تجمع بين مالاوي ومصر.

## مقارنة بين البلدين
هذه مقارنة عامة ومرجعية للدولتين:
| وجه المقارنة                                              | مالاوي                     | مصر           |
| --------------------------------------------------------- | -------------------------- | ------------- |
| المساحة (كم2)                                             | 118.48 ألف                 | 1.01 مليون    |
| عدد السكان (نسمة)                                         | 18.62 مليون                | 94.80 مليون   |
| الكثافة السكانية (ن./كم²)                                 | 157.16                     | 93.86         |
| العاصمة                                                   | ليلونغوي، زومبا            | القاهرة       |
| اللغة الرسمية                                             | لغة إنجليزية، لغة الشيشيوا | اللغة العربية |
| العملة                                                    | كواشا ملاوية               | جنيه مصري     |
| الناتج المحلي الإجمالي (بليون دولار)                      | 6.30 مليار                 | 235.37 مليار  |
| الناتج المحلي الإجمالي (تعادل القوة الشرائية) بليون دولار | 22.43 مليار                | 998.67 مليار  |
| الناتج المحلي الإجمالي الاسمي للفرد دولار أمريكي          | 338                        | 3.61 ألف      |
| الناتج المحلي الإجمالي للفرد دولار أمريكي                 | 1.20 ألف                   |               |
| مؤشر التنمية البشرية                                      | 0.445                      | 0.690         |
| رمز المكالمات الدولي                                      | +265                       | +20           |
| رمز الإنترنت                                              | .mw                        | .eg، .مصر     |
| المنطقة الزمنية                                           | ت ع م+02:00                | ت ع م+02:00   |

## منظمات دولية مشتركة
يشترك البلدان في عضوية مجموعة من المنظمات الدولية، منها:
| علم المنظمة | اسم المنظمة                                                | تاريخ انضمام مالاوي | تاريخ انضمام مصر |
| ----------- | ---------------------------------------------------------- | ------------------- | ---------------- |
|             | البنك الإفريقي للتنمية                                     | ?                   | 10 سبتمبر 1964   |
|             | العملية المشتركة للاتحاد الأفريقي والأمم المتحدة في دارفور | ?                   | 31 يوليو 2007    |
|             | المركز الدولي لتسوية المنازعات الاستشارية                  | 14 أكتوبر 1966      | 2 يونيو 1972     |
|             | البنك الدولي للإنشاء والتعمير                              | 19 يوليو 1965       | 27 ديسمبر 1945   |
|             | منظمة التجارة العالمية                                     | ?                   | 30 يونيو 1995    |
|             | الأمم المتحدة                                              | 1 ديسمبر 1964       | 24 أكتوبر 1945   |
|             | الاتحاد الأفريقي                                           | ?                   | 9 يوليو 2002     |
|             | وكالة ضمان الاستثمار متعدد الأطراف                         | 12 أبريل 1988       | 12 أبريل 1988    |
|             | منظمة الشرطة الجنائية الدولية                              | ?                   | 7 سبتمبر 1923    |
|             | مؤسسة التنمية الدولية                                      | 19 يوليو 1965       | 26 أكتوبر 1960   |
|             | يونسكو                                                     | 27 أكتوبر 1964      | 22 يناير 1947    |
|             | مؤسسة التمويل الدولية                                      | 19 يوليو 1965       | 20 يوليو 1956    |
|             | الاتحاد البريدي العالمي                                    | ?                   | ?                |
|             | الاتحاد الدولي للاتصالات                                   | 19 فبراير 1965      | 9 ديسمبر 1876    |

## وصلات خارجية
- موقع وزارة الخارجية المصرية